# Bani Surmah
Bani Surmah  (en persa: بنی سورمه‎) es una necrópolis del periodo sumerio tardío, situada en una meseta del Pusht-i Kuh, en el corazón de los Zagros centrales, en Irán. Fue estudiado por primera vez en 1967 por una expedición belga por encargo de los Museos Reales de Arte e Historia de Bruselas y la Universidad de Gante. Sus excavaciones sacaron a la luz mobiliario funerario de bronce en un momento en que este dominio estaba aún en pañales.

## Contexto histórico de Lorestán
Durante la Antigüedad, la mayor parte del Putsht-I Kush estaba habitada por nómadas o seminómadas, aunque también existían pequeñas aldeas. Los cementerios desenterrados por las excavaciones, probablemente situados no lejos de sus campamentos temporales, datan del V milenio al siglo III a. C.. En la época en que se construyó Bani Surmah, los pueblos de la región eran los gutis, los lullubis y los elamitas, probablemente los creadores de estas bóvedas familiares, aunque la ausencia de textos escritos hace difícil validar esta hipótesis.

## Descripción del yacimiento
Tras dos campañas dedicadas a la necrópolis de War-Kabud, la misión arqueológica belga dirigida por Louis Vanden Berghe prosiguió sus esfuerzos del 15 de octubre al 12 de diciembre de 1967 en la necrópolis de Bani Surmah, cerca del pueblo de Chavar, en el distrito de Ilam y la provincia de Pusht-i Kuh. Las treinta y siete criptas funerarias, repartidas en tres zonas correspondientes a las depresiones de la meseta, miden, en su mayor parte, de 8 a 16,2 metros de longitud, de 1,7 a 3 metros de anchura y de 1,5 a 2,1 metros de profundidad. Cerradas por imponentes losas de piedra, el tamaño de los enterramientos indica un uso familiar o colectivo. La comparación con otros yacimientos demuestra que las tumbas de Bani Surmah se construyeron entre el 2600 y el 2500 a. C. Por falta de tiempo, Louis Van den Berghe no documentó completamente las excavaciones, por lo que faltan algunos datos relativos a fragmentos de cerámica, por ejemplo.

## Ajuares funerarios
Los restos de cerámica, que constituyen la mayor parte de los objetos hallados en las criptas funerarias, incluyen vajilla común y cerámica pintada, como vasijas pintadas de marrón rojizo y decoradas con motivos geométricos. Los objetos de Bani Surmah, como punzones, leznas, azuelas, lanzas, cuencos y joyas, demuestran la aparición de la civilización del bronce en Lorestán. El más común de ellos, el hacha con encaje, se utilizaba tanto con fines domésticos como militares.
Las joyas, que incluyen anillos, perlas y collares, están decoradas con conchas fósiles o piedras preciosas. Los sellos cilíndricos, decorados con mayor o menor delicadeza, son característicos de finales del periodo sumerio antiguo.
El número relativamente pequeño de objetos funerarios hace imposible comparar las tumbas según el estatus social. Muchos se parecen a restos mesopotámicos, como los de Susa, y la ausencia de minerales de cobre en la región y los indicios de la artesanía de estos habitantes en esta época sugieren intercambios entre Mesopotamia y Lorestán, más que a producción local.